# Miguel López de Baños
Miguel López de Baños y Monsalve (Rueda, 30 de septiembre de 1779-Carmona, 7 de agosto de 1861) fue un militar y político español.

## Biografía
Fue uno de los protagonistas de la sublevación de Cabezas de San Juan en enero de 1820, junto a Riego, Quiroga y Arco-Agüero, que reinstauró la Constitución de Cádiz. Había estado implicado en la fracasada conspiración liberal de 1817 preparada por los militares Juan Van Halen y José María de Torrijos. Nombrado teniente general tras la sublevación triunfante de 1820, fue capitán general de Navarra en 1821, ministro de la Guerra entre julio de 1822 y abril de 1823, durante el Trienio liberal. Represaliado en la Década ominosa, durante el reinado de Isabel II fue gobernador de Puerto Rico en 1838 y senador por Valladolid entre 1843 y 1844 y senador vitalicio desde 1846.